# Велка
Велка (словен. Velka) — поселення в общині Дравоград, Регіон Корошка, Словенія. Висота над рівнем моря: 1010,1 м.